# Hands Open
"Hands Open" to piosenka rockowej grupy Snow Patrol, pochodząca z jej czwartego albumu, Eyes Open. Była pierwszym amerykańskim singlem zespołu, który ostatecznie uplasował się na miejscu #21 listy Billboard Modern Rock Tracks. Mimo to, utwór nie osiągnął oczekiwanego sukcesu i nie przyniósł zespołowi popularności w Stanach Zjednoczonych.
Piosenka została wykorzystana w grze komputerowej LMA Manager 2007.

## Lista utworów

### Wydanie 1
1. "Hands Open"

Amerykańskie wydanie promo CD.